# Bolitoglossa lozanoi
Bolitoglossa lozanoi är en groddjursart som beskrevs av Andrés Acosta-Galvis och Restrepo 200. Bolitoglossa lozanoi ingår i släktet Bolitoglossa och familjen lunglösa salamandrar. IUCN kategoriserar arten globalt som otillräckligt studerad. Inga underarter finns listade.